# Kvidinge församling
Kvidinge församling är en församling i Luggude-Åsbo kontrakt i Lunds stift. Församlingen ligger i Åstorps kommun i Skåne län och utgör ett eget pastorat.

## Administrativ historik
Församlingen har medeltida ursprung. Tidigt införlivades Kärreberga församling.
Församlingen var till 1962 moderförsamling i pastoratet Kvidinge och (Västra) Sönnarslöv för att därefter från 1962 utgöra ett eget pastorat.

## Kyrkobyggnader
- Kvidinge kyrka
- Västra Sönnarslövs kapell